# Viktor Nielsen (arkitekt)
Viktor Alexandrovitj Nielsen (ukrainska: Ві́ктор Олекса́ндрович Ні́льсен, Viktor Oleksandrovytj Nilsen), född 1871, död 1949, var en rysk arkitekt av tyskt och danskt ursprung. 
Viktor Nielsen föddes i en pastorsfamilj. Han utbildade sig till arkitekt och ingenjör på det tekniska institutet i Sankt Petersburg, varefter han arbetade som 
arkitekt och ingenjör i staden Rybinsk vid Volga i dåvarande Jaroslavl-provinsen i Ryssland. Han utformade och byggde där stadens vattenförsörjningssystem. Han rekryterades därifrån till Mariupol i nuvarande Ukraina som stadsarkitekt från 1900 eller 1901, där han också konstruerade ett vattenförsörjningssystem.
Under Sovjetunionen-epoken försämrades hans ställning, och han förbjöds att från 1935 att arbeta som praktiserande arkitekt och fick anställning på den tekniska avdelningen på stålverket Azovstal. 

## Byggnader i urval
- Gamla vattentornet i Rybinsk, sent 1800-tal
- Rybinsk andra högre grundskola
- Lejonhuset, bostadshus i Mariupol
- Radiocentralens hus, 1909
- Gamla vattentornet i Mariupol, 1910
- Konstantins och Olenas kyrka på Slobodskaja i Mariupol, 1908–1917, riven 1936
- Stiftsskolan, numera Pryazovskyj statliga tekniska universitet i Mariupol, 1911
- Viktor Nielsens bostadshus på Semenysjynagatan 49 i Mariupol, tidigt 1900-tal

## Bildgalleri

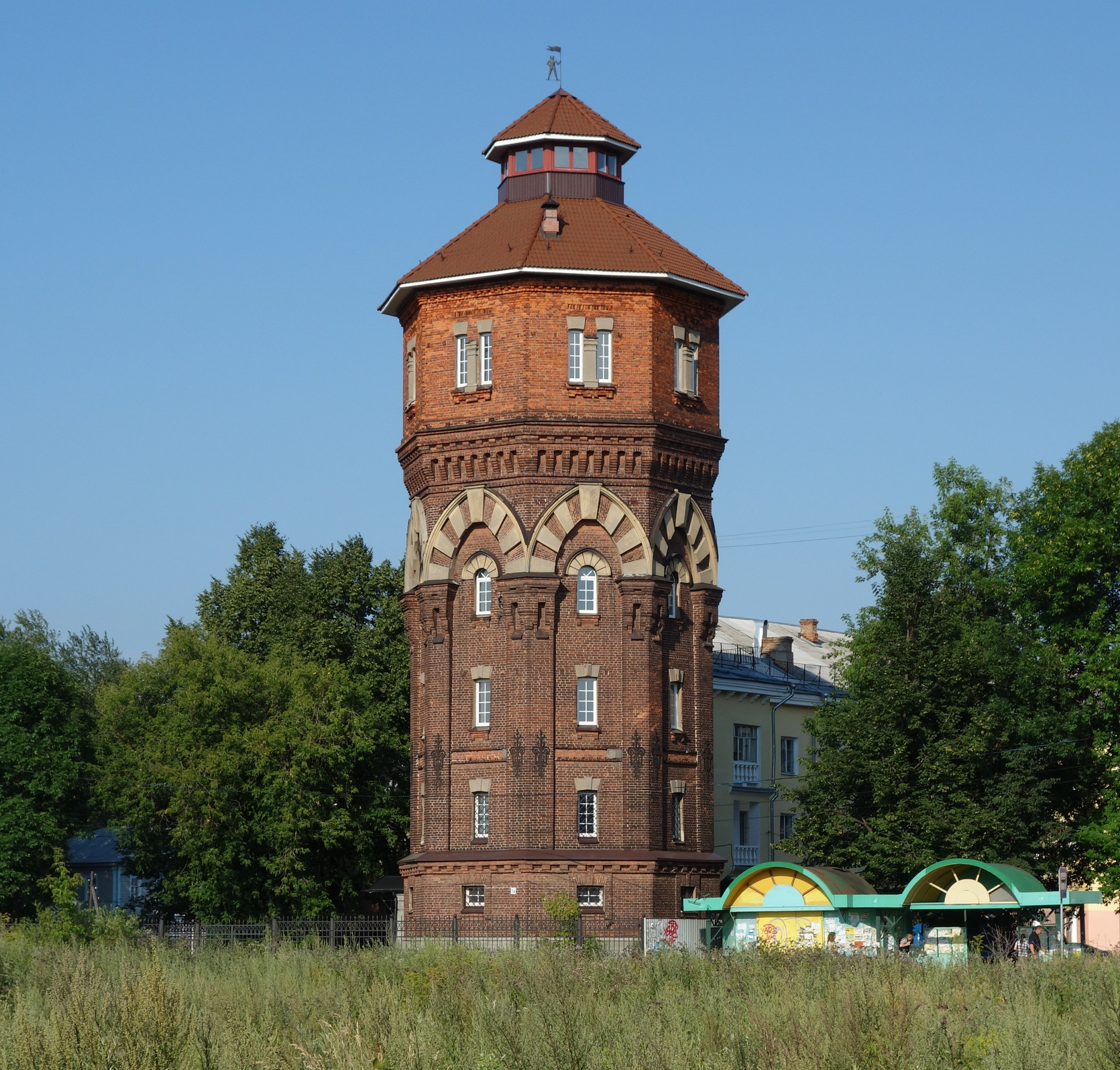
Vattentorn i Rybinsk
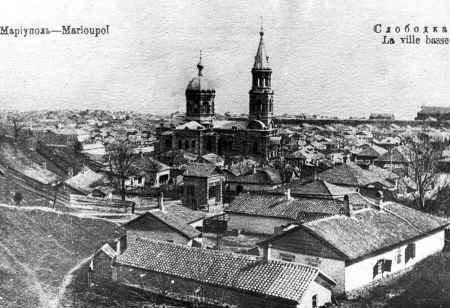
Konstantin-Helenkyrkan på Slobodskaja, Mariupol, 1908–1917
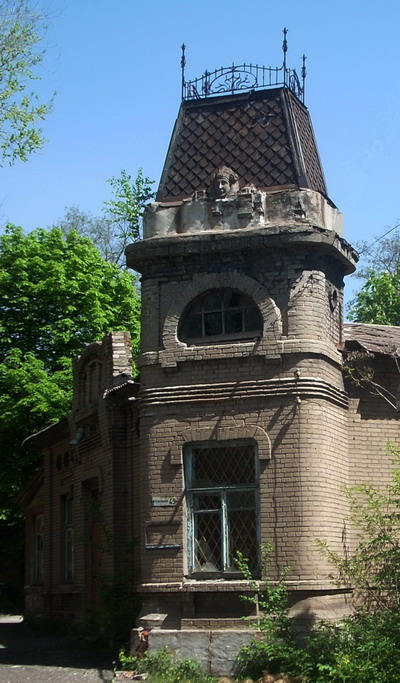
Viktor Nielsens bostadshus, Mariupol, tidigt 1900-tal
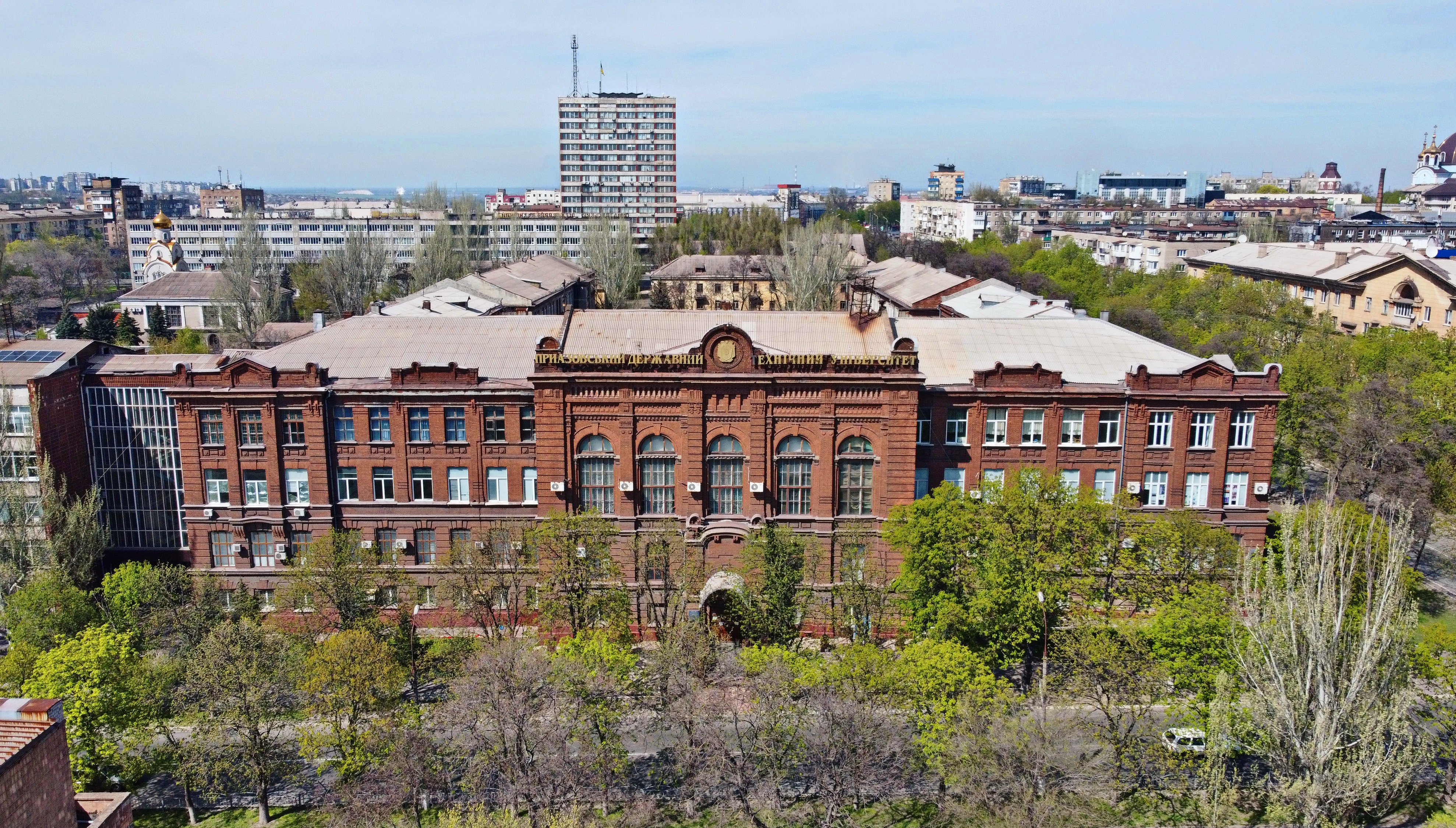
Pryazovskyj statliga tekniska universitet i Mariupol, 1910